# H.C. Frederiksen (1840-1921)
Hans Christian Frederiksen (11. november 1840 - 10. marts 1921) var en dansk skolemand, kaldet "Friser". Han blev døbt i Helligåndskirken og var søn af høker Lars Frederiksen (1802-1861) og hustru Jensine, født Olsen (1805-1885), der boede i baghuset til Østergade 66 i København.

## Tidlige år (1840-1873)
I fjortenårsalderen kom han i lære som smed og blev smedesvend. I 1856 tog han adgangseksamen til Polyteknisk Læreanstalt for at blive ingeniør, og han tog i 1863 første del af eksamen i ingeniørfaget, men opgav derefter studiet.
Han var nogle år forinden flyttet med sine forældre og sin ældre søster til Bianco Lunos Allé 50 på Frederiksberg, hvor han af økonomiske grunde fra 1860 underviste på Schneekloths skole på Værnedamsvej. Samtidig fulgte han forelæsninger på universitet over litteraturhistorie, æstetik, filosofi og filosofiens historie. Han blev i de næste år stadig mere indadvendt, hvilket udviklede sig til en egentlig krise, hvor han plagedes af en uforløst drøm om at blive digter, af modsætningen mellem Guds krav og verdens krav, mellem tro og viden og mellem det naturlige og det åndelige menneske, der forstærkedes af hans møde med Kierkegaards skrifter, især Enten - Eller. Også af sin ven, skolebestyrer Hans Schneekloth blev han stærkt påvirket både religiøst og pædagogisk, og han blev efterhånden klar over, at lærergerningen skulle være hans livs opgave. I 1869 bestod han den samme år indrettede tillægseksamen i klassiske sprog og historie, der på lige fod med Examen artium og studentereksamen gav adgang til universitetet.
Den 21. oktober 1870 blev han efter tre års forlovelse gift i Gentofte Kirke med Fanny Francisca Emilie Hansen, født 4. december 1843 i København (Garnisons Sogn), datter af maler Frederik Ludvig Hansen (1812-60) og Caroline Wilhelmine Schiermer (1811-81). Sammen fik de fem børn: Fanny (1871-1962), Jensine Caroline Marie (1873-1932), Tora (1877-1944) samt tvillingerne Holger (1881-1936) og Poul (1881-1958).
I de følgende par år udgav han og skrev til et børneblad samtidig med, at han både studerede og underviste seks timer om dagen. Den store arbejdsbelastning førte til, at hans helbred led et knæk. I starten af 1873, hvor han med sin gravide hustru og sin lille datter var bosiddende i en lejlighed i Dannebrogsgade 16 på Vesterbro, måtte han efter lægeligt råd indstille sit arbejde helt. En tre ugers rekreationsrejse nogle måneder senere sammen med sin ældre søster via Berlin og Dresden til sachsisk Schweiz formåede ikke at rette op på hans tilstand.

## Skolebestyrer i Ordrup (1873-1908)
Hans Schneekloth fik den idé at overlade ham et hus på Hyldegårdsvej 9 i Ordrup, hvor han kunne realisere sine ideer om opdragelse. Den 3. november 1873 startede han her "Ordrup Opdragelses- og Undervisningsanstalt" med kun én elev, der tillige var fosterbarn, og med ham selv som eneste lærer. En væsentlig indtægt var helt frem til 1908 hans 10-20 fosterbørn – både piger og drenge – og ofte vanskelige børn som forældre og andre skoler ikke havde kunnet få skik på. Det var hans tanke, at huset skulle drives som skole og hjem på samme tid; skolen skulle erstatte kosteleverne det hjem, de havde forladt. De var „fosterbørn”, og han og hans hustru „fosterfader” og „fostermoder”, der snart lød de fortrolige navne ”Friser” og ”Mor Fanny”, som børnene som en selvfølge sagde du til. Efterhånden kom der også tilgang af almindelige elever fra omegnen.
”Friser” var især banebrydende i undervisningen og opdragelsen af de mindste børn og børn i overgangsalderen – ikke mindst de såkaldte vanskelige børn, i hvem han ofte øjnede muligheder for udvikling af en rig og stærk personlighed. Forudsætningen var hans enestående evne til at vinde børnenes tillid, så de åbnede sig for ham, hvad der atter banede vej for hans opdragelse. Blot han viste sig, strømmede børnene sammen om ham. Det udelukkede ikke strenghed; det var ham ikke mindst om at gøre at udvikle forkælede børn til fornuftige og brugbare mennesker. Teknisk var han i småbørnsundervisningen en foregangsmand; anskuelsesundervisning og regning med f.eks. pinde, kugler og papskiver blev drevet i hvert fald fra slutningen af 1870’erne. Undervisningen var navnlig i de første skoleår i videst mulig udstrækning baseret på fortælling og samtale uden benyttelse af lærebog; idræt samt oplæsning og sang indtog en fremtrædende plads; der var i skolens første år ikke nogen skarp fagdeling mellem lærerne; han afskaffede katekismus, underviste piger og drenge sammen, anvendte allerede i den første tid klasseundervisning frem for overhøring, og han brød før nogen anden med den daglige karaktergivning; i stedet fik eleverne omhyggeligt udarbejdede vidnesbyrd, der ikke alene berørte deres standpunkt i fagene, men også deres almene udvikling og forhold til kammerater og lærere. "Det vigtigste i skolens liv er alt det, der ikke står på skemaet", lød hans uofficielle valgsprog. Han skabte en "personlig skole" med en nær kontakt imellem børn, hjem og skole, bl.a. i kraft af forældremøder og lødige pædagogiske artikler i de årlige skoleprogrammer. Skolen sigtede ikke mod nogen eksamen.
”Friser”s skole var gennem lange tider et forargelsens tegn, og i starten af 1880’erne kom han ud for de mest truende vanskeligheder. De kom fra sognepræstens gejstlige tilsyn, fra kommunens skolekommission og fra amtets skoledirektion. Det var religionsundervisningen, der var den store anstødssten. Det, der foruroligede eller forargede autoriteterne, var, at faget religion ikke figurerede på timeplanen. Man frygtede, at eleverne ikke fik de lovbefalede kundskaber kristendommen vedrørende; gang på gang krævede skolemyndighederne offentlig overhøring af skolens elever i religion. Striden gik i den grad ”Friser” på nerverne, at han mange år senere kunne udtale, at uden sine trofaste støtter ”havde jeg vel ikke staaet den igennem”.
Elevtallet voksede gradvis og var i 1876:18, i 1879:25 og i 1881:43. Så var pladsen i skolehuset blevet for trang. Med støtte fra forældre og venner af skolen blev der skaffet midler til køb af skolens nuværende grund og opførelse af en anselig bygning, hvoraf fløjen ud mod Ordrup Kirke stadig står. Grundstenen blev lagt i april 1883, og den ny skole blev indviet på skolens 10-års fødselsdag den 3. november 1883, hvor elevtallet var vokset til 65.
Trods skepsis fra skoleautoriteter og publikum over for ”Friser”s idealer og pædagogiske linje fik skolen efterhånden større opbakning fra myndighederne, herunder offentlige tilskud. Og halvt modstræbende blev ”Friser” gradvis drevet ind på tanken om at søge eksamensret. På den ene side frygtede han, at eksamenskravene ville vanskeliggøre den hensyntagen til det enkelte barns anlæg, der hidtil havde givet skolen dens særpræg. På den anden side var der med det stigende folketal brug for en lærd skole i Ordrup, og han var klar over, at eksamensret ville betyde øget tilgang. Han overvandt sine betænkeligheder, og i 1888 opnåede skolen - der siden 1886 havde båret navnet "Ordrup Latin- og Realskole" - eksamensret. Virkningen blev som ventet en stigning i elevtallet – fra 1886:70 til 1888:82, 1889:110, 1890:114 og 1891:136. Følgelig måtte også skolebygningen udvides med en forlængelse mod vest af hovedbygningen i 1902 og med en ny vestfløj i 1904.
”Friser” glædede sig over fremgangen og mente, at det stadig var muligt at frede og pleje det enkelte barns personlige liv, men skolens vækst og eksamensretten nødvendiggjorde et større og mere akademisk præget lærerkorps. Blandt mændene af den nye akademiske lærertype ragede cand.mag. Kristian Branner op over alle andre, ikke alene i kraft af sin pædagogiske originalitet og idérigdom, men også og især som den, der gjorde overgangen til eksamensskole mulig, uden at skolen derved mistede sit præg af en „personlig skole” i ”Friser”s ånd. Branner, der i 1895 blev ”Friser”s svigersøn, var fra 1897 medbestyrer af skolen. ”Friser” formåede stadig at øve en bestemmende indflydelse på mange af de nye lærere, men det trylleri, der greb særlig de yngre elever så stærkt, beroede på hans eget væsen og lod sig ikke eftergøre. I forbindelse med en ny lov om højere almenskoler fra 1903 ændrede skolen endnu en gang navn - nu til: "Ordrup højere Almenskole". I 1908 var elevtallet nået op på 372, men overgangen til eksamensskole havde i flere henseender lagt bånd på ”Friser”s frihed, og i det hele gik det, som han selv senere skildrede i første del af sin bog, Gunver, "Huset, der sank", om skolen der voksede sig stor, mens dens idealer samtidig blegnede.
I 1904 var han blevet udnævnt til titulær professor. Kronprins Frederik, der lejlighedsvis overværede skolens undervisning og i det hele interesserede sig levende for skolen, overbragte ham personlig det glædelige budskab i hans hjem på skolen i Ordrup. Den 26. oktober 1907 blev han udnævnt til Ridder af Dannebrog. Kong Frederik VIII overrakte ham ridderkorset under et besøg i hans hjem på skolen i Ordrup.
I maj 1908 blev skolen ramt af et tordenslag og "Friser" personligt ramt hårdt, da hans uundværlige støtte som medbestyrer, Kristian Branner, døde kun 41 år gammel. Uden ham kunne "Friser" næppe føre skolen videre. Ved skoleårets slutning overlod han opgaven som skolebestyrer til Ernst Kaper.
Den 25. juni 1908 udtalte majestæten fra sin sommerresidens på Charlottenlund Slot i et håndskrevet brev til ”Friser” følgende: ”Kjære Professor Frederiksen! Idet jeg gjennem disse Linier sender Dem en hjertelig Tak for Deres venlige Brev og for det tilsendte Aarsskrift, som jeg med Glæde har modtaget, udtaler jeg samtidig min store Beklagelse over, at De nu desværre forlader den Skole og den Gjerning, som jeg ved De finder inderlig kjær, og som De og Deres slægt har virket til saa stor Gavn og Velsignelse for saa megen Ungdom og for saa mange Hjem. Jeg udtaler mine hjerteligste og varmeste Ønsker for Dem: Gid De maa finde Tilfredshed og Lykke i Deres Otium, og gid det maa blive muligt for Dem ogsaa i Fremtiden at arbejde til Velsignelse for de Unge, alle dem, hvis Hjerter ere fast knyttede til Dem og som omfatter Dem med sand Højagtelse og den inderligste Kjærlighed. Idet jeg sluttelig endnu bringer Dem min hjerteligste Tak for Deres venlige Ord til mig, som dybt haver rørt mig, forbliver jeg Deres taknemlige og hengivne Frederik R.”

## Eftertid (1909-1921)
I forbindelse med sin fratræden forlod han sin bolig i skolebygningens – nu forsvundne – østfløj og flyttede hen i en nærliggende villa på Enighedsvej 25 i Charlottenlund, hvorfra han på tæt hold kunne følge sin skoles videre skæbne. Han blev jævnligt indbudt til at tale ved morgensangen og skolens fødselsdag og for at instruere skolekomedier. I de næste par år rejste han landet rundt på foredragsturné, og i sit hjem samlede han jævnligt sin nærmeste kreds til "vennemøder".
Han blev enkemand i 1909, hvor hans hustru afgik ved døden den 14. maj.
På sin 70 års fødselsdag den 11. november 1910 modtog han fra Fredensborg Hof et telegram fra kongen med følgende ordlyd: "Med Tak for den velsignelsesrige Gjerning, De kan se tilbage paa, bringer jeg Dem herved mine hjerteligste og varmeste Lykønskninger i Anledning af Dagen. Gud skænke Dem en lys og lykkelig Livsaften! Frederik R."
I 1912 flyttede han til Vallekilde, hvor han i 9 år tog virksom del i højskolens arbejde som foredragsholder og oplæser.
Den 11. november 1920 blev han indbudt til at fejre sin 80-års fødselsdag på sin gamle skole, hvor han talte fra sin gamle talerstol i skolens ”blå sal” under det store maleri af ham selv.
Fire måneder senere - den 10. marts 1921 - døde han i Vallekilde. Hans urne blev nedsat på Gentofte Kirkegård den 16. marts.
Han var optaget i Kraks Blå Bog, senest i 1920-udgaven.
Frisersvej i Ordrup, der var anlagt omkring år 1900, blev i 1928 opkaldt efter H.C. Frederiksen.
Persongalleriet i Gunnar Jørgensens drengebøger om Flemming omfatter bl.a. en "rektor Halling", som forfatteren tydeligt har hentet inspiration til fra skolebestyreren i Ordrup, hvorfra Gunnar Jørgensen selv var dimitteret som student i 1914. "Friser" er én af de gennemgående "helte" i professor Peder Skyum-Nielsens kulturhistoriske bog "Arveguldet", hvori det bekræftes, at "Friser" er forbilledet for figuren "rektor Halling" i Flemming-bøgerne af Gunnar Jørgensen. 

## Forfatterskab
Dansk Læsebog for smaa Børn (1867, 10. udgave 1920), Modgift (1884), Den personlige Skole (1909), Med et Barn ved min Side (1910) og Gunver (1914).

## Ikonografi
Portrætmaleri fra 1904 af malerinden Leis Schjelderup, ophængt i ”den blå sal” på Ordrup Gymnasium.